# Скауз (диалект)

Местонахождение Мерсисайда в Англии

Скауз (также скаус /ˈskaʊs/ от англ. scouse; также в академической литературе ливерпульский английский или мерсисайдский английский) — акцент и диалект английского языка, распространённый на территории метропольного графства Мерсисайд. Чаще всего диалект ассоциируется с Ливерпулем, крупнейшим городом графства. Зона употребления скауза простирается до Флинтшира в Уэльсе на юге, Ранкорна в Чешире на востоке и Скельмерсдейла в Западном Ланкашире на севере.
Скауз очень своеобразен и имеет мало общего с диалектами соседних регионов, чеширским и ланкаширским. Скауз также распространён не во всех частях Мерсисайда — акценты, например, Сент-Хеленс и Саутпорта гораздо более близки к историческому ланкастерскому, чем к скаузу.
Акцент оставался в пределах Ливерпуля примерно до 50-х годов XX века, когда начался процесс перестройки беднейших районов. Он вынудил часть населения переселиться в окрестности Ливерпуля, известные в народе под названием Мерсисайд. Это название закрепилось официально в 1974 году. После пятидесятых годов началось бурное развитие городов и близлежащих территорий, и диалект достиг Прескота, Уистона и Рейнхила в Мерсисайде и Уиднеса, Ранкорна и Елесмир-Порта в Чешире.
Исследования вариантов скауза и его диалектных просторечий показывают, что скауз постепенно отходит от исторического ланкаширского диалекта и демонстрирует всё больше влияния на говоры близлежащих областей.
Жителей Ливерпуля называют Liverpolitans, однако чаще всего — Scousers.

## Этимология
Слово scouse является сокращением от lobscouse — названия дешевого мясного блюда, традиционной еды матросов Северной Европы (норв. lapskaus, швед. lapskojs, дат. labskovs, от нижненемецкого labskaus). В XIX в., scouse был распространенной едой бедных слоев населения Ливерпуля и окрестностей: Биркенхеда, Бутла и Волоси. Приезжие называли тех, кто ел лабскаус, «scousers».
Автор книги The Lancashire Dictionary of Dialect, Tradition and Folklore Алан Кросби высказывает гипотезу, что слово «скауз» вошло в широкий оборот лишь после трансляции по телевидению одной серии британского ситкома Till Death Us Do Part, в которой спорят ливерпульский социалист и кокни-консерватор.

## История
Изначально Ливерпуль был маленькой рыбацкой деревушкой, которая позднее превратилась в порт. Это привело к развитию морской торговли, в первую очередь, с Ирландией. К XVIII веку Ливерпуль стал крупным индустриальным центром с хорошо развитыми торговыми связями. В результате в городе постепенно смешивались диалекты и языки приезжих моряков из других стран, а также иммигрантов из Англии, Ирландии и Северной Европы. Блюдо «лабскаус» было привезено скандинавами.
До середины XIX века скауз не сильно отличался от любого другого диалекта Ланкашира. После этого он испытал заметное влияние диалектов иммигрантов с острова Мэн, из Уэльса, Скандинавии, Германии, Шотландии и, преимущественно, из Ирландии. Это позволило скаузу стать особым акцентом и диалектом, характерным только для жителей Ливерпуля и близлежащих окрестностей. Первое упоминание об отдельном, самостоятельном ливерпульском акценте относится к 1890 году. Лингвист Джеральд Ноулс предположил, что такая особенность скауза, как «говорение в нос», появилась из-за плохого здоровья большинства жителей Ливерпуля XIX века. В то время почти все ходили с насморком, из-за чего говорили «в нос», а новые иммигранты воспринимали это как норму и учились говорить похожим образом. В итоге это закрепилось в качестве особенности акцента.

## Фонология

Монофтонги скауза (из Watson (2007)).

Дифтонги скауза (1, из Watson (2007))

Дифтонги скауза (2, из Watson (2007))

Скауз отличается быстрой, очень акцентированной манерой речи, с диапазоном роста и падения тона, нетипичным для большинства диалектов северной Англии.
В южной части города акцент более мягкий, лиричный, а на севере грубый, твердый. Эти различия, в основном, можно заметить при произношении гласных.
В северной части города такие слова, как «book» и «cook» произносятся с таким же гласным звуком, как в GOOSE, а не как в FOOT. Данное явление также характерно для других городов Мидлендса, северной Англии и Шотландии. Использование длинного [uː] в таких словах было когда-то нормой на всей территории Великобритании, но в настоящее время ограничивается лишь традиционными акцентами Северной Англии и Шотландии.
| Письменный английский | Received Pronunciation | Скауз   |
| --------------------- | ---------------------- | ------- |
| 'book'                | [bʊk]                  | [bʉːx]  |
| 'cook'                | [kʰʊk]                 | [kʰʉːx] |

Такие слова, как took и look, в отличие от иных северных диалектов, произносятся «tuck» и «luck». Не все жители Ливерпуля говорят таким образом, но тем не менее это остаётся одной из черт скауза.
Скауз начала XXI века заметно отличается в некоторых отношениях от скауза более ранних десятилетий. Акцент Ливерпуля 1950-х годов был в большей степени гибридом ланкаширского акцента с ирландским. Но с тех пор, как и большинство акцентов и диалектов, скауз стал предметом фонетической эволюции и перемен. За последние несколько десятилетий акцент больше не смешивался, а продолжал развиваться дальше.
Для сравнения можно рассмотреть речь Джорджа Харрисона и Джона Леннона в старых фильмах The Beatles, например, Вечер трудного дня (1964), и речь современных носителей скауза, Стивена Джеррарда и Джейми Каррагера. Харрисон в фильме произносит слово «fair» как современное стандартное «fur» (так же его произносила ливерпульская певица Силла Блэк). Это, однако, можно списать на то, что менеджер группы Брайан Эпстайн призывал The Beatles смягчать свой акцент, чтобы повысить популярность. Тем не менее эта черта в настоящее время присуща ланкаширскому акценту, а ливерпульцы, наоборот, произносят «fur» как «fair».
Изменения затронули и гласные звуки скауза. Длина и ударение в таких звуках, как в «read», заметно сократилась по сравнению с такими же звуками в словах вроде «sleep». «er» на конце слов стал произносится как чёткий 'e', как в 'pet' /pɛt/, в отличие от акцентов окружающих Чешира и Ланкашира, где на этом месте произносится звук шва. В сильном скаузе фонема /k/ на конце слов может быть реализована как [x] или даже [k͡x].
| Received Pronunciation | Старый скауз | Современный скауз |
| ---------------------- | ------------ | ----------------- |
| [ɜː] как в 'fur'       | [ɜː]         | [ɛː]              |
| [ɛə] как в 'square'    | [ɜː]         | [ɛː]              |
| [riːd] как в 'read'    | [iː]         | [iːi̯]             |
| [sliːp] как в 'sleep'  | [iː]         | [i]               |
| [ˈbʌtə] как в 'butter' | [ˈbʊθ̠ə]      | [ˈbʊθ̠ɛ]           |
| [fɔːk] как в 'fork'    | [fɔːx]       | [fɔːx]            |
| [bɑːθ] как в 'bath     | [bɑθ̠]        | [baθ̠], [bɑθ̠]      |

Несмотря на то, что ирландские акценты ротичны, то есть, в них произносится /r/ в конце и начале слогов, скауз ротичным не является, и в нём /r/ произносится только в начале слогов и между ними, но не на конце. Последнее условие не выполняется, если следующее слово начинается с гласного и произносится без задержки (как и в RP). Например, фраза «the floor is dirty» («пол грязный») произносится [ðə ˈflɔːr ɪz ˈdɛːtɪ], а если между floor и is сделать паузу, то звучать это будет уже как [ðə ˈflɔː | ɪz ˈdɛːtɪ].
| Ротичный акцент       | Скауз  |
| --------------------- | ------ |
| [flɔːr] как в 'floor' | [flɔː] |
| [wɝd] как в 'word'    | [wɛːd] |

Употребление гортанной смычки в качестве аллофона для /t/ — также одна из черт скауза. Оно может происходить в разных местах слова, включая позиции после ударного слога. Данное явление называется T-глоттализацией (англ. T-glottlisation). T-глоттализация особенно распространена среди ливерпульской молодёжи. /t/, кроме того, может быть одноударным между слогами, а /t/ и /d/ часто произносятся близко к фрикативным согласным /s/ и /z/.
Потеря в скаузе звонких зубных фрикативов /ð/ и /θ/ считается следствием ирландского влияния на акцент. Данные звуки выражаются, соответственно, через [d̪] и [t̪]. Однако, в некоторых регионах среди молодёжи гораздо больше тех, кто произносят эти звуки в качестве лабиодентальных фрикативов.
Среди других особенностей:
- /θ/ становится /f/ во всех случаях. Так, [θɪŋk] превращается в [fɪŋk] в слове «think».
- /ð/ становится /v/ во всех случаях, кроме начала слов, когда он реализуется как /d/. Так, [ˈdɪðə] превращается в [ˈdɪvɛ] в слове «dither»; [ðəʊ] превращается в [dəʊ] в слове «though».

## Лексика и синтаксис
Ирландское влияние закрепило произношение названия буквы H как /heɪtʃ/ и местоимение второго лица множественного числа (you) как «youse/yous/use» /juːz/. Кроме того, к ирландскому влиянию относят также такую черту, как использование me вместо my, к примеру, «That’s me book you got there» вместо «That’s my book you got there» («Тут у тебя моя книга»). Исключение составляют лишь случаи, когда говорящий делает особое ударение на my, к примеру «That’s my book you got there, and not his» («Тут у тебя моя книга, а не его»).
Другие особенности мерсисайдской лексики включают:
- Употребление 'giz' вместо 'give us' («дай нам»)
- Использование выражения «made up» в качестве прилагательного, обозначающего чувство радости. Например, 'I’m made up I didn’t go out last night' («Я так рад, что вчера вечером никуда не пошёл»)
- Слова «sound» и «boss» имеют множество значений. Например, они могут использоваться в качестве наречия в значении «хорошо»: 'it was sound' («это было хорошо»). Их можно использовать как ответ на вопрос «как дела?» в том же значении: 'How are you?' — 'I’m boss' («Как дела? — Хорошо»). Их также используют для придания ответу саркастического оттенка. К примеру, на фразу 'I’m dumping you' («Я тебя бросаю») можно ответить 'sound', однако это совсем не будет означать, что говорящий рад тому, что услышал.

## Международное признание
Скауз сильно отличается от других английских диалектов, и в связи с этим Кит Шлэмп 16 сентября 1996 года обратился в IANA с просьбой признать скауз одним из официальных диалектов Интернета. Он предоставил несколько источников, на основе которых IANA удовлетворила заявку 25 мая 2000 года, и теперь документы в Интернете можно пометить как написанные на скаузе с помощью языкового тэга «en-Scouse».
Многие скандинавы и другие жители Северной Европы отмечали, что для них носители скауза «как будто бы не говорят, а поют» из-за текучего тембра и ритма голосов скаузеров.

## Известные люди

### Реальные люди
- Трент Александер-Арнольд, футболист
- Лейтон Бейнс, футболист
- Росс Баркли, футболист
- Джоуи Бартон, футболист
- Пит Бёрнс, певец
- Силла Блэк, певица
- Стивен Грэм, актёр
- Брайан Джейкс, писатель
- Стивен Джеррард, футболист
- Джейми Каррагер, футболист
- Майлз Кейн, музыкант
- Мартин Келли, футболист
- Рикки Ламберт, футболист
- Даниэль Ллойд, модель
- Джейсон Макатир, футболист
- Пол Макганн, актёр
- Иэн Маккаллох, музыкант, фронтмен Echo & the Bunnymen
- Стив МакМанаман, футболист
- Кевин Нолан, футболист
- Леон Осман, футболист
- Энтони Пик, писатель, радиоведущий
- Пэдди Пимблетт, боец MMA
- Дэвид Прайс, боксёр
- Джон Пэррот, игрок в снукер
- Питер Рид, футболист и тренер
- Никола Робертс, певица
- Джек Родуэлл, футболист
- Уэйн Руни, футболист
- Алан Стаббс, футболист
- Клэр Суини, актриса
- Робби Фаулер, футболист
- Ребекка Фергюсон, певица
- Тони Хибберт, футболист
- Иэн Харт, актёр
- Мелани Си, певица, участница Spice Girls
- Найджел Эдкинс, футбольный тренер
- Дженнифер Эллисон, актриса
- The Beatles, музыкальная группа
- Carcass, музыкальная группа
- The Coral, музыкальная группа
- The La's, музыкальная группа
- The Wombats, музыкальная группа
- The Zutons, музыкальная группа
- Джоди Комер, актриса

Пэдди Пимблет - боец ММА

### Вымышленные персонажи
- Майк Роулинс, «randy Scouse git» из Till Death Us Do Part.
- Альби, психопат-убийца из сериала Метод Крекера. Его роль исполняет Роберт Карлайл.
- Мокси из Auf Wiedersehen, Pet.
- Йоссер Хьюз из Boys from the Blackstuff. Его роль исполняет Бернард Хилл.
- Фрэнсис Скалли из сериала Scully.
- Скауз Стив из сериала Fonejacker.
- The Beets из сериала Дуг.
- Сбежавшие из дома подростки Билли Ризли (Дэвид Моррисси) и «Ики» Хигсон (Спенсер Лэй) из пьесы Вилли Рассела One Summer.
- Джон Константин, детектив-оккультист в серии комиксов издательства Vertigo.
- The Dungbeetles из игр Conker’s Bad Fur Day и Conker: Live & Reloaded.
- «Скаузеры» из передачи Harry Enfield’s Television Programme.
- Дэйв Листер из сериала Красный карлик. Его роль исполняет Крэйг Чарльз.
- «Супер Скауз», рассказчик в песне Convoy GB (британская версия песни Convoy). Озвучен диджеем Дэйвом Ли Трэвисом.
- Вакко Уорнер из мультсериала Озорные анимашки.
- Дейн Макгоуэн из серии комиксов The Invisibles от Гранта Моррисона (Издательство Vertigo).
- Рон Насти из пародийной рок-группы The Rutles.
- Комбо из британского фильма 2006 года Это Англия.
- В детском сериале Томас и друзья некоторые роли озвучена на скаузе Ринго Старром и Майклом Анджелисом, а именно, Джеймс и Перси (сезоны 6-12).
- Radio из комиксов Sonic the Hedgehog.
- Зак Рэмси и Хэйли Рэмси из сериала Hollyoaks.
- Зэбеди из детского сериала TUGS.
- Персонажи Роберта Карлайла, Рис Иванс и Эмили Мортимер в фильме Формула 51.
- Братья-утята из мультсериала Кураж — трусливый пёс. Озвучены Ринго Старром и Сэмьюэлом Винсентом.
- Руби, Ирис и Мэй Мосс, три сестры из многосерийной телевизионной драмы Lillies, действие которой происходит в Ливерпуле 20-х годов.
- Рон Уиткрофт из ситкома Goodnight Sweetheart.
- Дэнни Кавана из сериала The Lakes
- Бен «Фокс» Дэниелс вселенной Alex Rider Энтони Горовица.
- Мими Магуайр из сериала Бесстыдники, действие которого разворачивается в вымышленном местечке Чатсворт, Стретфорд, Манчестер.
- Тайлер из сериала My Hero. Его роль исполняет Филип Уитчерч.
- Джефф Хини из ситкома Пип-шоу.
- Гэри и Дин, два вора-скауза из фильма Гая Ричи Карты, деньги, два ствола.